# Теодор Шассеріо
Теодор Шассеріо (фр. Théodore Chassériau; 20 вересня 1819, Санто-Домінго — 8 жовтня 1859, Париж) — французький художник.

## Життя та творчість
Навчався в паризькому училищі вишуканих мистецтв, згодом у майстерні Енгра. Був самим юним вихованцем останнього, при цьому Енгр нерідко ставив його в приклад іншим учням, називаючи «майбутнім Наполеоном живопису». Спочатку створював картина на класичні та релігійні сюжети, дбаючи про вишуканість малюнку та зовнішню красу зображення, але згодом приєднався до групи романтиків та працював у стилі Е. Делакруа. На цьому напрямку він особливо успішно працював після своєї поїздки до Алжиру та на Схід, на набув рідкісного вміння передавати яскравість та жар південного сонця а також чудово вивчив місцеві побут та типи.
Серед ранніх робіт Шассеріо найбільш відомі «Полонені троянки на морському узбережжі», «Сусанна та старці», «Венера Анадіомена», «Андромеда, яку приковують до скелі нереїди», «Христос на Єлеонській горі», а з пізніх — «Суббота в єврейському кварталі Констаніни», «Арабські вершники, що увозять з поля битви своїх загиблих товаришів», «Арабські шейхи, що вирушають на битву», «Тепідарій в помпейських термах» (в Луврі, Париж), «Купальщиця, що відпочиває» та деякі інші.
Окрім живописів Шассеріо створив також цикли офортів на сюжети драм Шекспіра «Отелло» (15 аркушів) та «Гамлет» (30 аркушів).
Похований на цвинтарі Монмартр.

## Галерея робіт

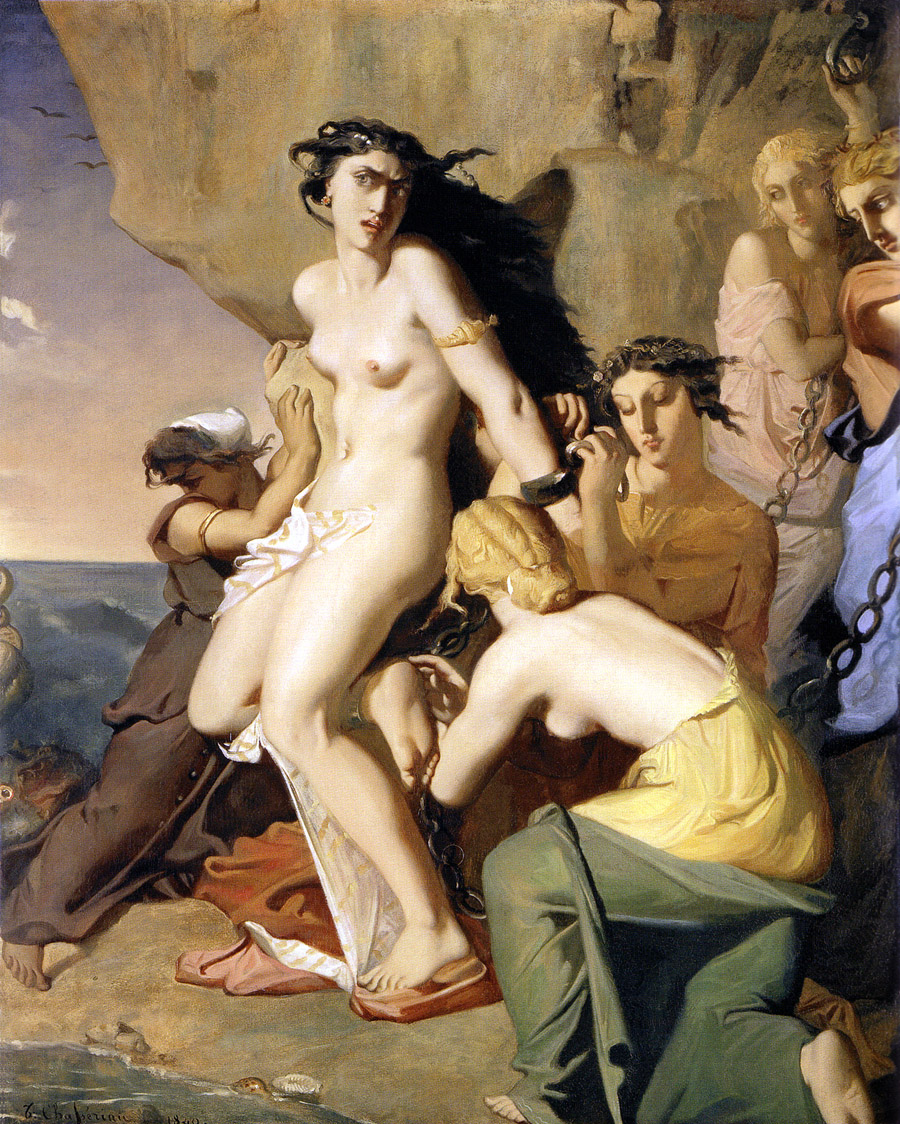
Нереїди приковують до скелі Андромеду
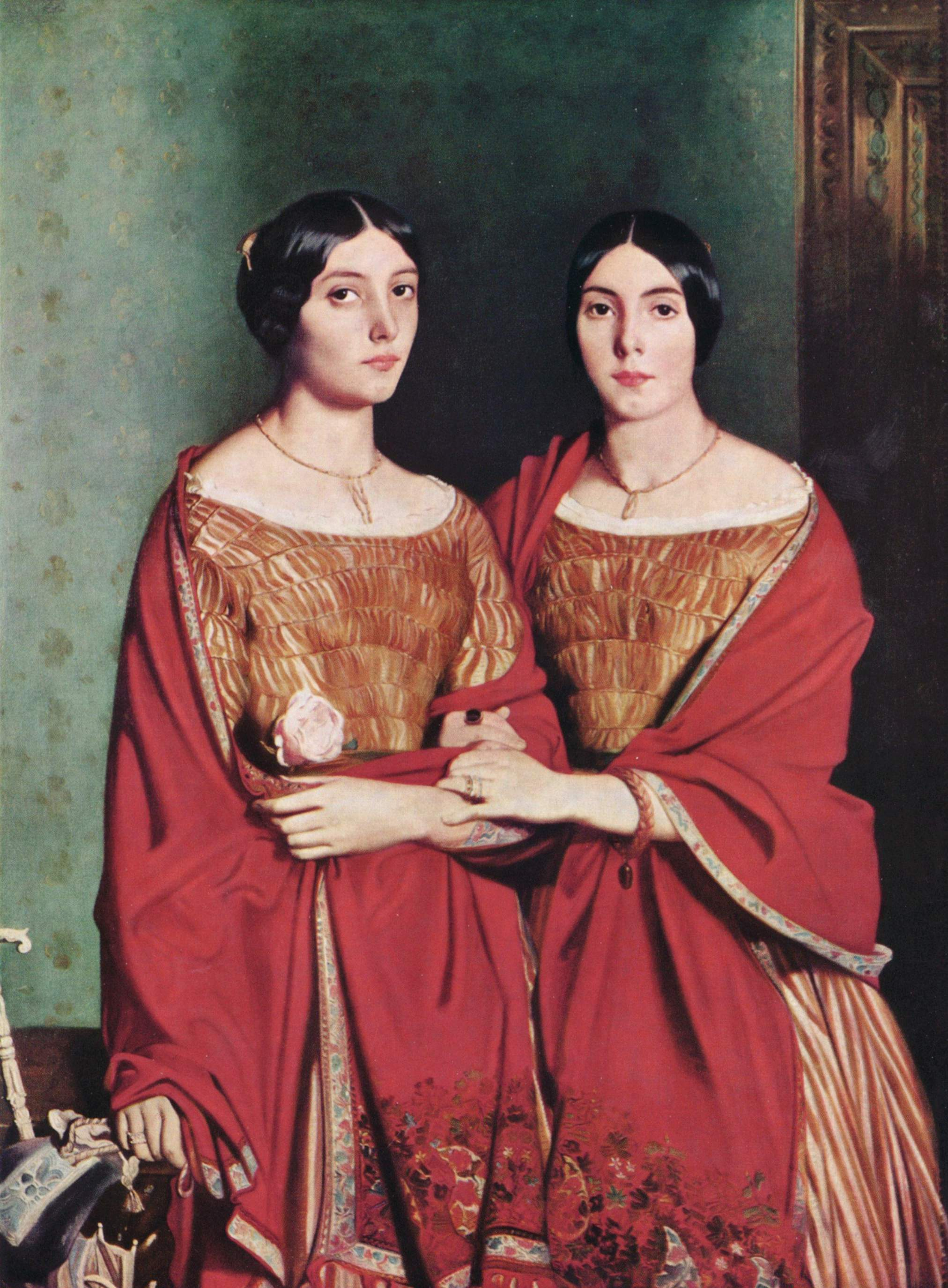
Дві сестри
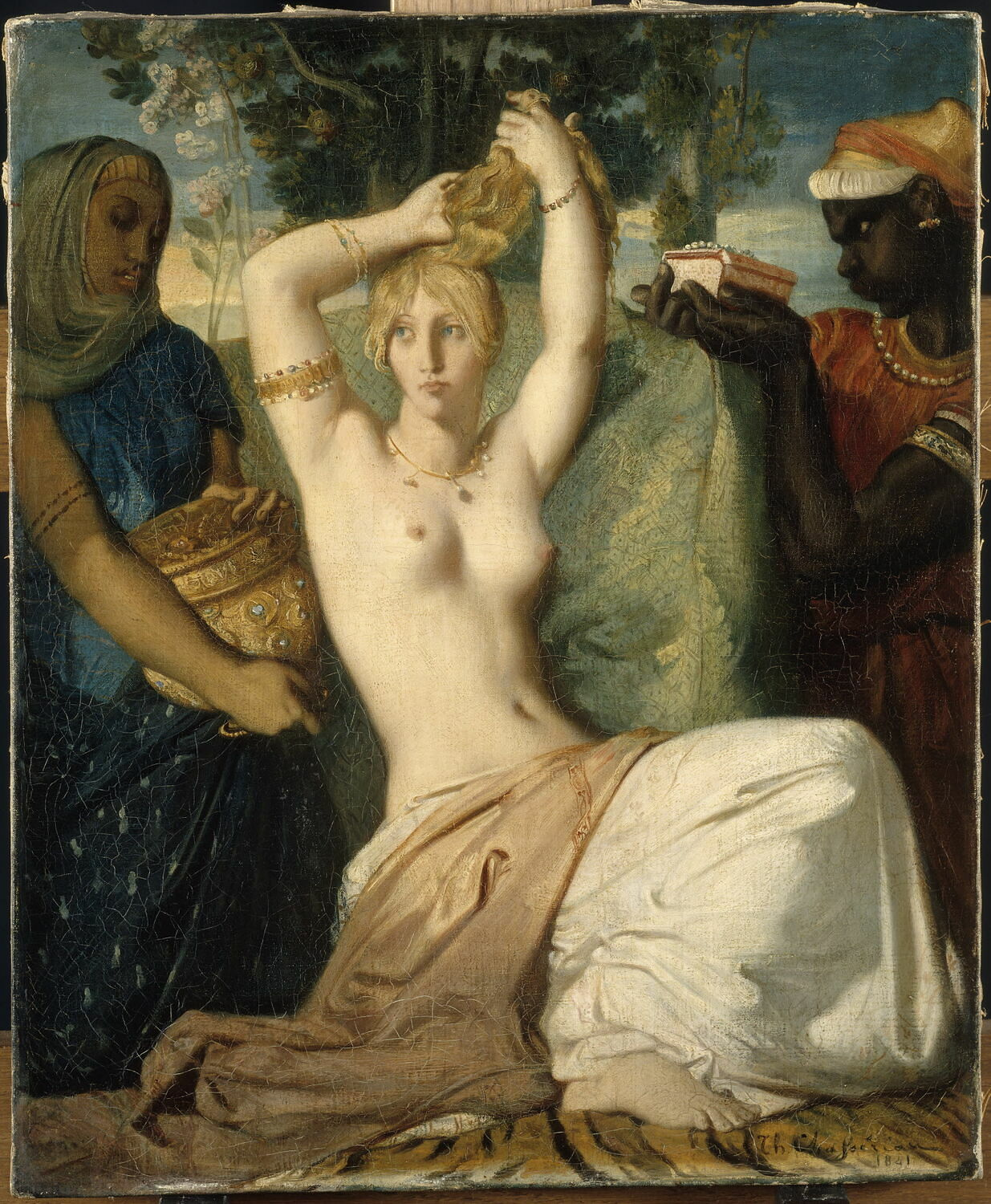
Туалет Естер(інші мови)